# 17793 Delorio
17793 Delorio este o planetă minoră (asteroid), cu un diametru de 5,41 km, din centura de asteroizi. A fost descoperită pe 20 martie 1998 la Magdalena Ridge Observatory⁠(d) de Lincoln Near-Earth Asteroid Research. 
Obiectul prezintă o orbită caracterizată de o semiaxă mare de 2,6654073 UAi, o excentricitate de 0,1641957, o înclinație de 11,95186 ° în raport cu ecliptica.